# Fritz Kreß (Politiker)
Fritz Kreß (* 15. Mai 1896 in Altenstadt; † 13. September 1960) war ein hessischer Politiker (SPD) und Abgeordneter des Hessischen Landtags.
Fritz Kreß besuchte nach der Volksschule die Staatliche Kaufmännische Lehranstalt Offenbach und arbeitete als Drogist und später als selbständiger Textilkaufmann.
Fritz Kreß war bereits in der Weimarer Republik Mitglied der SPD und für seine Partei von 1922 bis 1933 Mitglied des Gemeinderates in Altenstadt und des Kreisausschusses des Kreises Büdingen. Von 1929 bis 1933 war er Mitglied des Provinziallandtages Oberhessen.
Nach 1945 wurde Fritz Kreß Kreisvorsitzender der SPD im Kreis Büdingen. 1945 bis 1960 war er Bürgermeister in Altenstadt. Vom 15. Juni 1946 bis zum 30. November 1946 war er Mitglied der Verfassungberatenden Landesversammlung Groß-Hessen und vom 1. Dezember 1946 bis zum 30. November 1950 des Hessischen Landtags.
Die Fritz-Kreß-Straße in Altenstadt ist nach ihm benannt.